# استشراق
الاستشراق (بالإنجليزية: Orientalism)‏ هي حركة فكرية وفلسفية أسسها البيروقراط في بريطانيا بغرض فهم ثقافات، فلسفات وأديان الشرق إبان الاستعمار البريطاني للهند في أواسط القرن الثامن عشر، توسعت حركة الاستشراق في الدول الاستعمارية كبريطانيا، فرنسا، وألمانيا، ودُرِست من قبل الأكاديميين في أروقة الجامعات والمعاهد العلمية بصورة أكثر منهجية، وشملت الشرق الأقصى والأدنى والأوسط بما فيها الدول العربية، ويُحسب لحركة الاستشراق العديد من الإنجازات كاكتشاف اللغة السنسكريتية، وهي لغة أري-هندية تربط الهند بأوروبا. الاستشراق كحركة بدأ لترسيخ الاستعمار البريطاني للهند، ولكن مع تطوره إلى فكر تأريخي يهتم بدراسة مكونات الشرق يُحسب للمستشرقين أنهم من منعوا مساعي بريطانيا لتحويل الهند لدولة مسيحية، المستشرق هو مؤرخ، ولا يتمتع كل المؤرخين بالموضوعية والنزاهة أثناء تناول تراث الغير، ولكنها حركة تأريخية لا تستهدف الأديان والأعراق، يعتبر العرب -خاصة رجال الدين- الاستشراق حركة استعمارية وتزييف للتاريخ الإسلامي، نظرًا لعدم تناول أغلب المستشرقين للتاريخ الإسلامي بصورة انتقائية تستبعد الجانب السيئ من التاريخ الإسلامي وتبرز الجيد.

## مراحل الاستشراق
من أبرز المراحل الّتي يُقسّم إليها الاستشراق ما ذهب إليه الدّكتور المبروك المنصوري في كتابه «الدّراسات الدّينيّة المعاصرة من المركزيّة الغربيّة إلى النّسبيّة الثّقافيّة: الاستشراق، القرآن، الهويّة والقيم الديّنيّة»، إذ قسّم الاستشراق إلى ثلاث مراحل أساسيّة هي:
- الاستشراق الاستعماري (Colonial Orientalism): ويشمل كلّ ما أُنتج من بداية تشكّل هذا التوجّه مع الحركة الرّومانسيّة الغربيّة إلى حوالى 1960.
- الاستشراق ما بعد الاستعماري (Post Colonial Orientalism): وهو التوجّه الّذي تشكّل في المرحلة ما بعد الاستعماريّة، ويرتكز أساسًا على الجانب الثّقافيّ واللّغويّ وقد تلبّس لبوسًا جديدًا.
- الاستشراق الجديد (New Orientalism): وهو التيّار الّذي تشكّل في بداية هذا القرن، وقد دشّنه كريستوف لكسنبرغ بكتابه «القراءة السّريانيّة الآراميّة للقرآن».[2]

## تاريخ الاستشراق
من الصعب أن نكون دقيقين عن أصل الفرق بين الغرب والشرق. لكن ازدهار المسيحية والإسلام خلق خلافا حضاريا كبيرا بين أوروبا المسيحية والشرق وشمال أفريقيا الإسلامي. في العصور الوسطى كان الأوروبيون المسيحيون يرون المسلمين كأعداء لهم. وكان معرفة الأوروبيين للحضارات أبعد شرقاً من الشرق الإسلامي أكثر خيالاً. ولكن كان هناك معرفة قليلة للحضارات الهندية والصينية من حيث كان تأتي سلع غالية مثل السيراميك والحرير. وبكثرة الحملات الاستعمارية والاستكشافية صار هناك تمييز بين الحضارات الغير كاتبة، مثل في أفريقيا والأمريكيتين، والحضارات الكاتبة والمثقفة في الشرق.
في القرن الثامن عشر، لقد كان من مستشرقين عصر التنوير من لمح وشيد الكثير من جوانب الحضارات الشرقية كأحسن من الغرب المسيحي. مثلاً: فولتير روَّج البحث والدراسة عن الزردشتية، في أنها ديانة تدعم الربوبية العقلانية أحسن عن المسيحية. آخرين مجدوا التساهل الديني في الشرق الإسلامي بدلاً من الغرب المسيحي، أو منزلة العلم في الصين والشرق عامةً. مع ترجمة الافيستا واكتشاف اللغات الهندوروبية، وضِّح الاتصال بين التاريخ الشرقي والغربي القديم. ولكن صار ذلك الاكتشاف في وسط المنافسة بين فرنسا وبريطانيا في الهيمنة على الهند، وكان الاكتشاف متعلق في فهم الحضارات المستعمرة كي يتحكم عليها المستعمر بسهولة. ولكن الاقتصاديين الليبيراليين مثل جيمس ميل ذم الأمم الشرقية بأن الحضارات تلك كانوا ثابتات وفاسدة أو فاسقة. حتى كارل ماركس وصف أسلوب التصنيع الآسيوي كرافضة التغيير. والمبشرين المسيحيين كانوا يثلبون الديانات الشرقية كمجرد خرافات.
في المعنى الاصطلاحي: علم يقضي بمسائل الشرق ودراسة وتحليل واقعه، وبعبارة أخرى: هو الدراسات التي تتعلّق بالشرق. أمّا المعنى اللغوي للفظ (شرق) بالإنجليزية فهو (بالإنجليزية: Orient)‏، والدول الشرقية تسمّى (The orient)، والإنسان الشرقي (بالإنجليزية: Oriental)‏، وكلّ من يبحث في تاريخ الشرق وأحوال أُممه يُدعى (بالإنجليزية: Orientalist)‏ أو مستشرق.
الدكتور محمد صالح العمري من جامعة أوكسفورد قد كتب حول موضوع ""دراسة العالم العربي والإسلام بالولايات المتحدة وبريطانيا في اطار «الحرب على الإرهاب» وأهميتها في سياق الإستشراق الحديث.

## ظهور الاستشراق
يعتبر الاستشراق حديث الظهور إلاّ أنّ معرفة الشرق وما يتعلّق به من أفكار فذلك يعود إلى الأزمان الغابرة، ويؤيّد ذلك ما عثر عليه في التنقيبات من النقوش الأثرية على الأحجار، ثمّ تلت ذلك حركة الاستشراق في القرون الوسطى، لتؤكّد ذلك من خلال الوقائع التاريخية والنصوص الجغرافية، وكتب الأسفار وغيرها.
أمّا ما هو الزمن الذي أخذ فيه الاستشراق نموّه الحقيقي، وأصبح علماً يُدرّس، فيمكن القول: إنّ المساعي التي بذلها الباحثون من إيطاليا وبريطانيا والبرتغال لدراسة الشرق، كان في القرن الخامس عشر والسادس عشر الميلادي، وكان من بينهم على سبيل المثال توماس هربرت.
كان هذا الباحث الشاب ذكياً وماهراً، استطاع الوصول إلى السواحل الجنوبية لإيران قادماً من الهند، بالتنسيق مع السفير البريطاني آنذاك، فبدأ بكتابة بحوثه حول إيران والإيرانيين. في القرن السابع عشر والثامن عشر أخذ الاستشراق بالانتشار حتّى أنّ كتاب (كلستان سعدي) طبع لأوّل مرّة في أوروبا خلال تلك الفترة.
ومنذ أواخر القرن السابع عشر الميلادي أصبحت مدينتا لندن وباريس من المراكز الرئيسية في تدريس الاستشراق، ثمّ توسّع حتّى أصبحت أكثر البلدان الأوربية في الوقت الحاضر لديها معاهد خاصّة بتدريس الاستشراق بجميع أقسامه، وتخرّج في كلّ عام أعداداً كبيرة من الأساتذة، الذين يغذّون البحوث والدراسات في أوروبا في مجال الاستشراق.

## أقسام البحوث والتخصّصات
يمكن تقسيم البحوث التي كتبها المستشرقون إلى ما يأتي: التاريخ، الاقتصاد، الجغرافية، اللغة، الآداب، علم الإنسان، الفنون، الأديان، الفلسفة، علم الآثار.
أمّا الفروع الموجودة في الجامعات الغربية، والتي اختصّت بدراسة تاريخ الأُمم السابقة وأحوالها، فهي: فرع دراسة المصريين، فرع دراسة الآشوريين، فرع دراسة الإيرانيين، فرع دراسة العرب، فرع دراسة الأتراك، فرع دراسة الصينيين، فرع دراسة الهنود، فرع دراسة اليابانيين، فرع دراسة الساميين والسومريين.
ملاحظة: توسّع قسم دراسة أحوال المصريين حتّى شمل جميع أنحاء القارة الأفريقية.

## المستشرقون الحقيقيون
إنّ الذين جاءوا لدراسة الشرق كانوا أفراداً متفاوتين، فمنهم من جاء بلباس عسكري أو غير عسكري، أو بصفة أطباء أو معلّمين، لكنّهم في حقيقة الأمر قساوسة كان هدفهم التنصير بالدين المسيحي، وكانوا يتردّدون بكثرة على لبنان وسوريا ومصر. ظلّت حركة الاستشراق موضع شكّ لدى الكثير، وبسبب هذا الغموض انقسم الناس نحوها إلى فريقين:
الأول: ينظر إلى المستشرقين بعين الاحترام.
والثاني: ينظر إليه على العكس من ذلك، لأنّه كان من بينهم أُناس مهّدوا للاستعمار الغربي، وكانوا أداة لتسلّط الغرب على الشرق، كما لا يخفى أنّ منهم جماعة دفعهم شوق التعرّف على الشرق وأسراره، وتحمّلوا في سبيل ذلك كثيراً من الصعوبات والمشاق. وعلى أيّ حال مهما كانت الأغراض والدوافع التي دفعت للاستشراق، فإنّ الاستشراق شيء، والمستشرقين شيء آخر.

## الاستشراق الفرنسي

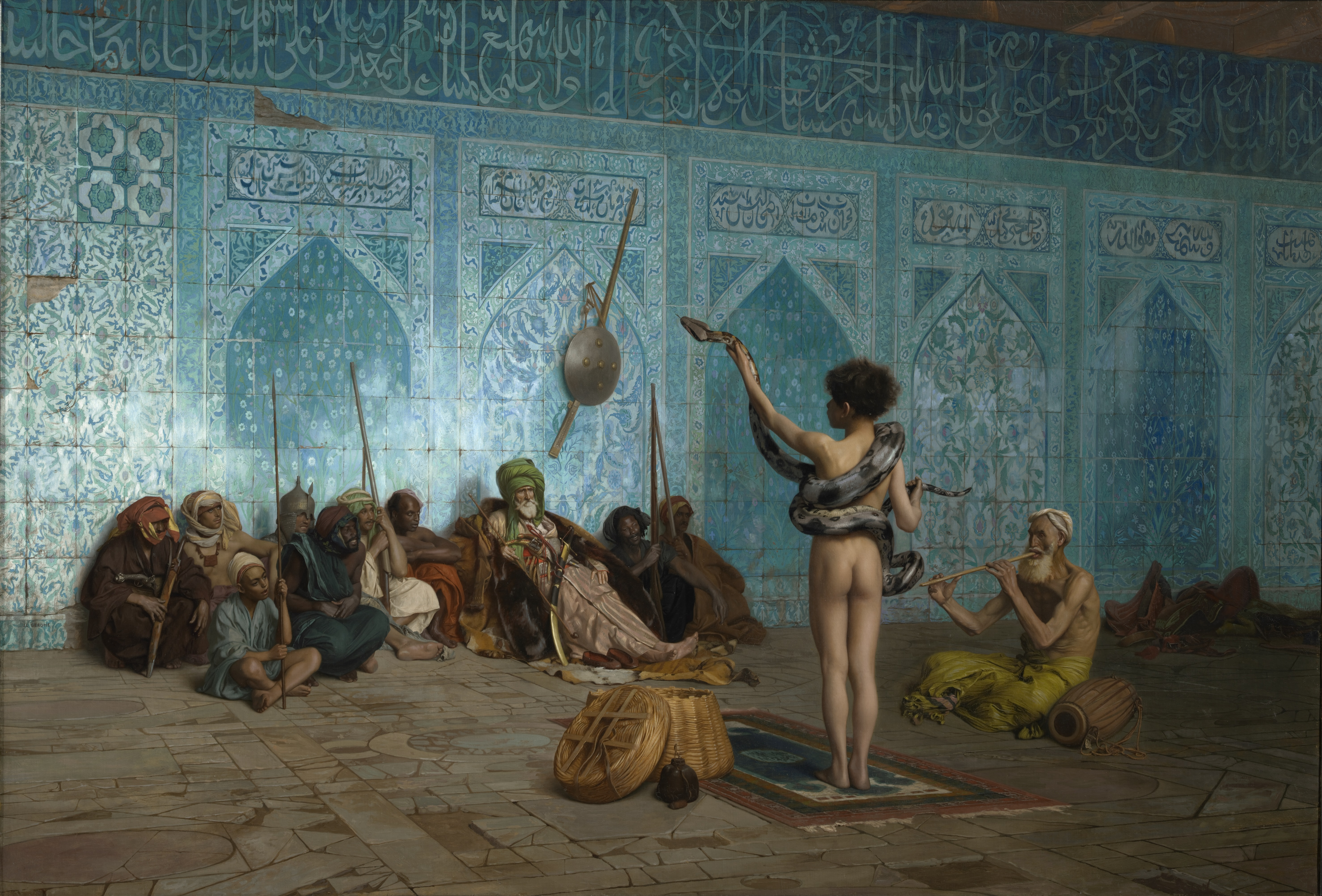
لوحة ساحر الثعابين لجان ليون جيروم: مثال بارز على الاستشراق الفني الفرنسي في القرن التاسع عشر

ظهر الاستشراق الفرنسي بقوة مع مطلع القرن السادس عشر واكتملت في ھذه الفترة ملامحه حیث یقول عنه روبیر منتران: "یمثل الاستشراق الفرنسي لوحة كبیرة رُسِمَت ملامحھا في القرن السادس عشر". وتعد المدرسة الاستشراقیة الفرنسیة من أھم المدارس الأوروبیة التي قامت بجھود جبارة حول الدراسات الشرقیة خاصة مع إنشاء "مدرسة اللغات الشرقیة الحیة" سنة 1795م والتي رأسھا المستشرق المشھور سلفستر دي ساسي Sylvester de Sasi وكان ھذا المستشرق یعد عمید الاستشراق الأوروبي في النصف الأول من القرن التاسع عشر دون منافس".
وقد ذكر إدوارد سعید في كتابه «الاستشراق» أن اھتمام فرنسا بالشرق بدأ مع حملة نابلیون على مصر وتوسعت دائرة الاستشراق الفرنسي «بعد احتلال تونس ومراكش إذ صار حتمیا التعرف على اللغة والتاریخ والدیانة فترجمت ونشرت نصوص عربیة كثیرة».
اهتم الاستشراقُ الفَرنسي... بالجوانب اللغوية والأدبية، واهتمَّت المدرسة الألمانية والفَرنسية أيضًا بتحقيق ودراسة المواضيعِ العلمية في الحضارة العربية. يمثِّل الاستشراق الفرنسي لوحةً كبيرة، رسمت ملامحها في القرن السادس عشر، وقد لعبت فرنسا دورًا هامًّا في الاستشراق، منذ تأسيس مدرستي «ريمس» و«شارتر» لتدريس اللغة العربية في باريس، وكرسي للدراسات الإسلامية في جامعة السوربون، والتي ألحق بها معهد الدراسات الإسلامية، ومنذ الثورة الفرنسية 1789 أُنشِئت مؤسسة جديدة هي مدرسة اللغات الشرقية، وكانت اللغات التي تدرس - بموجب تلك المعاهدة - هي العربية الفصحى والعامية، وبوسعنا أن نعتبر أن العقدَ الأخير من القرن الثامن عشر انطلاقةٌ حقيقية للدراسات الشرقية الفرنسية.
بدخول القرن العشرين ظهر تحول واضح في الاستشراق الفرنسي؛ فقد سمح بإنشاء المدرسة العلمية للدراسات العليا في باريس، مما أدى إلى تجديدِ المواد المتنوعة والمتخصصة في الدراسات الاستشراقية، وظهر أساتذة متميزون؛ من أمثال: «لويس ماسينيون»، «وليم مارسيه»، و«جورج مارسيه»، و«جان داني».

### خصائص المدرسة الاستشراقیة الفرنسیة
لم تكن المدرسة الاستشراقیة الفرنسیة بدعا عن باقي المدارس الاستشراقیة، من حیث الأھداف والخصائص العامة الا أن المدرسة الفرنسیة تمیزت ببعض الخصائص نظرا لسبقھا في مجال الاستشراق فقد «بدأ اھتمام فرنسا بطلب الثقافة العربیة مبكرا في مدارس الأندلس وصقلیة وبخاصة في القرن الثاني عشر، وساھم العرب والمسلمون في إنشاء المدارس المختلفة في فرنسا مثل مدرسة الطب في مونبلییه والتي أنشأتھا الجالیة الإسلامیة المغربیة 1220م».
فمن الخصائص التي تمیزت بھا المدرسة الفرنسیة نجد بأنھا "تمتاز المدرسة بالشمول والتعدد فھي لم تترك میدانا من میادین المعارف الشرقیة إلا وتناولته بحثا أو نقدا أو تمحیصا سواء من جانب اللغات وآدابھا أو التاریخ أو مقارنة الأدیان أو الآثار والفنون أو القانون.
فالمدرسة الاستشراقیة الفرنسیة كانت تحاول معرفة كل شيء عن الشرق وذلك راجع لأھدافھا الاستعماریة فھي لم تترك أي مجال من المجالات إلا وبحثت فیه وذلك من خلال إرسال مستشرقین ھدفھم تسجیل كل شيء عن البلدان المراد استعمارھا ولھذا نجد فرنسا من أكثر الدول الأوروبیة من حیث الدول التي استعمرتھا، إذ لعب الاستعمار الفرنسي «دورا في بناء نظریة الأيدیولوجیة الاستعماریة ومھد لھا سبل استعمار الشرق عسكریا وسیاسیا وفكریا».
مما جعل المدرسة الاستشراقیة الفرنسیة تتعرض للامتدادات الجغرافیة حتى یسھل علیھا عملیة السیطرة؛ وحتى تحكم السیطرة على الدول المستعمرة والاستفادة من مواردھا المادیة والمعنویة عملت على الاھتمام «كذلك بفقه اللغة العربیة ونحوھا ولھجتھا العامیة كما عملت على الدعوة إلى تمجید العامیة ومحاولة إحلالھا بدیلا للفصحى»، ولم تھتم باللغة العربیة الفصیحة فقط، بل درست تراث الكثیر من الدول «لم تقتصر ھذه المدرسة على دراسة تراث العرب فحسب ولكنھا تناولت تراث الفرس والأتراك أیضا».

## الاستشراق الإيطالي
ترتبط إيطاليا بروابط تاريخية وجغرافية وثيقة بالشرق منذ قرون سحيقة، تلك الروابط التي تأرجحت بين مد وجزر وبين السعي في تحقيق أهداف سياسية واستعمارية، وعلى الرغم من غلبة هذه الأهداف على الاستشراق الإيطالي فإنه قد صاحبه في نفس الوقت اهتمام علمي واضح. بدأت الجامعات الإيطالية تهتم بالدراسات الإسلامية فقامت جامعة بولونيا سنة 1076 بالاهتمام بالعلوم العربية وتلتها جامعة نابولي عام 1224 ثم جامعات مسينا وروما وفلورنسا وبادوا ثم أخيرا الجامعة الغريغورية التي اعتنت بصورة خاصة بالدراسات الإسلامية ويبدو أن أول إيطالي تعلم اللغة العربية وعني بدراستها هو: جيراردو دا كريمونا (1114 ـ 1187).
ومن الإيطاليين نجد أيضاً توما الأكويني (1225 - 1274) الذي اهتم بالدراسات الفلسفية وخاصة الفلسفة العربية إذ قضي جل حياته باحثا فيها وساهم في نشر الفلسفة الرشدية على الرغم من محاربته إياها، ويمكن لنا إيجاز أهم خصائص هذه المدرسة في الآتي:
- بدأت لتحقيق أغراض دينية ثم تطورت لتحقيق أغراض تجارية وسياسية واستعمارية.
- التركيز على الدراسات العربية والإسلامية
- الاهتمام بجمع المخطوطات العربية النادرة

## الاستشراق الهولندي
يذكر الدكتور قاسم السامرائي في كتابه (الاستشراق بين الموضوعية والافتعالية) أن الاستشراق الهولندي لا يختلف عن الاستشراق الأوروبي في أنه انطلق مدفوعاً بالروح التنصيرية، وأن هولندا كانت تدور في الفلك البابوي الكاثوليكي، وقد اهتم المستشرقون الهولنديون باللغة العربية ومعاجمها كما اهتموا بتحقيق النصوص العربية، ومما يميز الاستشراق الهولندي وجود مؤسسة بريل التي تولت طباعة الموسوعة الإسلامية ونشرها في طبعتيها الأولى والثانية، كما تقوم هذه المؤسسة بطباعة الكثير من الكتب حول الإسلام والمسلمين. وأسست هولندا معاهد متخصصة من أهمها المعهد الملكي للغات والمعهد الشرقي لدراسة الشرق والإسلام وزخرت هولندا بالمكتبات الغنية بالتراث الإسلامي مثل مكتبة جامعة ليدن Leiden التي تضم نفائس المخطوطات ومكتبة المجمع الملكي في أمستردام ومن أهم مستشرقي هذه المدرسة إربنيوس - الذي يعد مؤسس النهضة الأستشراقية بعد تأسيسه المطبعة العربية الشهيرة (بريل)-ومن أبرز المستشرقين الهولنديين سنوك هرجرونيه (1857م - 1936م) الذي ادعى الإسلام وتسمى باسم الحاج عبد الغفار وذهب إلى مكة المكرمة ومكث ستة أشهر حتى طردته السلطات من هناك، فرحل إلى إندونيسيا ليعمل مع السلطات الهولندية المحتلة لتدعيم الاحتلال في ذلك البلد الإسلامي، ومن أعلام الاستشراق الهولندي أيضا دي خويه (1836م - 1909م)وكذلك المستشرق فنسنك والمستشرق دوزي الذي يعد أشهر مستشرقي هذه المدرسة مؤلف كتاب تاريخ المسلمين في أسبانيا وناشر كتاب «البيان المُغْرِب في اختصار أخبار ملوك الأندلس والمغرب» وقد خلّف العشرات من الكتب المؤلفة والمحققة حول العربية والإسلام ونجد أيضاً فنسنك vensinek واضع الأساس الأول للمعجم المفهرس لألفاظ العربية وصاحب المعجم المفهرس لألفاظ الحديث النبوي، وله كتاب في العقيدة الإسلامية، وقد تولي تحرير دائرة المعارف الإسلامية وكانت له فيها مقالات قيمة، وذكر الدكتور السامرائي أن الاستشراق الهولندي شهد في السنوات الماضية ظهور تيار من المستشرقين الشباب الذين يميلون إلى النظرة الموضوعية إلى الإسلام وقضاياه وهذا ما أثار حنق وغضب المستشرقين الأكبر سناً، ولهولندا مركز للبحوث والدراسات العربية والإسلامية في مصر. ويوجد في هولندا عدة كراس للغات الشرقية في كل من جامعات ليدن Leiden وأمستردام وأوترخت مما ساعد على إيجاد أجيال من المستشرقين في كافة ميادين المعارف الشرقية.

## الاستشراق الروسي
نظراً لقرب روسيا النسبي من الشرق، فقد تمكنت من ربط أواصر العلاقات مع هذه المنطقة منذ زمن مبكر من التاريخ وكان الاستشراق قوياً في روسيا منذ عهد بعيد حيث تعود الصلات بين روسيا والعالم الإسلامي إلى زمن الدولة العباسية، حيث تبادلت الدولة الإسلامية السفارات مع روسيا، ولمّا ضمت روسيا إليها بعض المناطق الإسلامية ازداد الاهتمام بالإسلام والعالم الإسلامي، وقد أفادت روسيا من الدراسات العربية والإسلامية في أوروبا وبخاصة في فرنسا حيث أوفدت روسيا بعض الباحثين للدراسة في مدرسة اللغات الشرقية الحية في باريس. وازدادت عند تأسيس الإمبراطورية العثمانية التي تتاخم الحدود الروسية مباشرة ونتج عن ذلك وجود علاقة تراوحت بين المد والجزر والصداقة والعداوة وحقيقة الأمر أن الصراع بين روسيا وتركيا كان صراعاً سياسياً حول شبه جزيرة القرم وتوسيع النفوذ السياسي على البحر الأسود ولكن هذا الصراع لم يكن يوماً بدافع ديني أي من منطلق العداء بين المسيحية الشرقية والإسلام ولطالما اعتبر الروس أنفسهم شرقيين. وفي هذا نرى أن العالم العربي، الإسلامي، كان خارج دائرة هذا الصراع وبالتالي لم يكن هناك صدام بين روسيا والعرب المسلمين، ولم تتواجد الجيوش الروسية في أي زمان على أراضي العالم العربي الإسلامي، وإذا تواجدت فكان ذلك بدافع تقديم المعونة لبعض الحكومات القائمة ففي أيام محمد علي، عندما أرادت إنجلترا أن تحتل الشواطئ المصرية، أرسلت الحكومة القيصرية الأسطول البحري الروسي، الذي اعترض محاولة إنزال مشاة البحرية الإنجليزية في الإسكندرية، ولذلك فإنه يمكننا القول بأن من أسباب تميُّز الاستشراق الروسي عن الاستشراق الأوروبي الغربي، إنه لم يصدر عن مثل أرضية العداء بين الغرب والشرق الإسلامي، وإنما كان هذا الاستشراق بدافع الفضول المعرفي الإنساني.
شجعت الحكومات الروسية في العهود المختلفة دراسة التراث العربي الإسلامي وخاصة ذلك الذي يتعلق بالأقاليم الإسلامية الواقعة تحت سيطرت روسيا وذلك لتوسيع المعرفة بالشعوب الإسلامية، وكانت المصادر الثقافية العربية تشكل ركناً أساسياً من مصادر معرفة شعوب القوقاز وآسيا الوسطى وحتى الروس، هذه المعرفة التي انعكست بشكل إيجابي لمصلحة روسيا كما يعترف بذلك المستشرقون أنفسهم كنا نعيش جنباً إلى جنب مع شعوب آسيا الوسطى لمدة طويلة الروس أنفسهم يرون أن التراث الشرقي الإسلامي هو جزء من تراثهم. فيقول المستشرق بلوندين نحن الروس، وجميع الذين في الساحة الروسية القيصرية السابقة، نحن شرقيون بأنفسنا، وجزء من أراضينا موجود في آسيا، وثلثي حدودنا مع دول آسيوية مثل تركيا والصين، وكذلك المناطق الإسلامية التي كانت قديماً ولايات للخلافة العربية وكانت أول مطبعة عربية قد أسست عام 1722 في مدينة سامارا علي الفولجا وكانت تقوم بطبع الكتب الدراسية وفي عام 1754 طرح لومونوسوف مسألة تأسيس كلية اللغات الشرقية وفي عام 1763 صدرت أول ترجمة روسية لكتاب الف ليلة وليلة وكان لأنشاء كراسي اللغات الشرقية في الجامعات الروسية أثره في نشأة وتطور المدرسة الاستشراقية فأنشأت جامعة خاركوف عام 1804 كرسياً لتدريس اللغات الشرقية وجامعة قازان لتدريس الألسنة 1811م ويذكر المستشرق الروسي الشهير الروسي أغناطيوس كراتشكوفسكي Kratchkovski أن تاريخ «الاستعراب» الروسي، يبدأ من المرسوم الجامعي سنة 1804 لأن هذا المرسوم أدخل تدريس اللغات الشرقية في برنامج المدارس العليا وأسس الأقسام الخاصة لهذه اللغات، وأما اللغات الشرقية في أوروبا الغربية في ذلك الزمان، فقد كانت المكانة الأولى بين اللغات السامية اللغة العبرية، أما في روسيا، فاللغات الشرقية في مفهوم الروس، كانت لغات الشرق الإسلامي، وشغلت اللغة العربية المكانة الأولى وقد أُنشأ قسم اللغة العربية في جامعة خاركوف بعد صدور المرسوم في عام 1804م مباشرة.
لقد كان للاستعراب الروسي منذ البداية مدرستان متمايزتان، ارتبطت إحداهما بوزارة الخارجية الروسية، وقد ساهمت هذه المدرسة في خدمة القرار السياسي والمصالح الروسية الخارجية وكان هناك أيضاً في روسيا اتجاه للدراسات الشرقية لأغراض سياسية، مع تعصب ديني، ولكن في نفس الوقت. كان هناك من هو ضد هذه التيارات المتعصبة وضد الدراسات الشرقية الكنيسية غير الممتدة إلى وقائع تاريخية ثابتة، ونحن لا نرى هذا في أي دراسات شرقية خارج روسيا والمدرسة الأخرى حملت الطابع المعرفي العلمي البحت، وحرص المستعربون فيها على استقلالية عملها وقد نشأت هذه المدرسة وما زالت في بطرسبورج، حيث بذلت جهود كبيرة من قبل العلماء في بطرسبورج لتحقيق درجة من الاستقلال المهني ونشر الدراسات بعيداً عن التوجه السياسي.في بداية الاستعراب الروسي، وتمت الاستعانة بعلماء من الغرب، كما كان الشأن بالنسبة للمجالات الأخرى المختلفة، فعندما بدأ القيصر بطرس الأول الإصلاحات في السياسة والعلوم والجيش ومختلف أوجه الحياة في روسيا، استعان بالخبرات الأوروبية من فرنسا وألمانيا وإنجلترا، ولكن «الاستعراب» الروسي مالبث أن أخذ بتكوين نفسه معتمداً على المصادر الشرقية الإسلامية مباشرة، بداية من خلال التبادل الثقافي الذي جرى والمعايشة المباشرة للموظفين والعسكريين الروس في مناطق الفولجا والبحر الأسود والقوقاز وآسيا الوسطى، ووصف هؤلاء هذه البلاد في الكتب والصحف شعراً ونثرا، ً إضافة إلى توافد أبناء هذه المناطق إلى بطرسبورج وموسكو وتعلمهم في جامعاتها ومعاهدها، وقد كان هؤلاء الوافدين يعكسون قوة تأثير الثقافة العربية الإسلامية فإن قوة تيار التراث العربي القديم في القوقاز استطاعت أن تحمل حتى أيامنا، اللغة العربية الفصحى التي لا تستخدم في التخاطب العام في موطنها في البلاد العربية، أما في شمال القوقاز فقد عاشت اللغة العربية حياة كاملة لا في الكتابة فحسب، بل وفي الحديث أيضاً. لقد كان للشعوب الإسلامية في وسط آسيا واحتكاكها المباشر مع الروس دوراً كبيراً في الاستعراب الروسي، إذ ساهمت في نقل الثقافة العربية الإسلامية مباشرة إلى الاستعراب الروسي دون المرور بالمصفاة الأوروبية الغربية ولقد صب التراث العربي الإسلامي مباشرة في مجرى الاستعراب الروسي دون تشويه أو إنشاء أو أسطرة صور وهمية عن الشرق العربي المسلم، وقد ساهم وجود المستعربين من العسكريين في القوقاز في ترجمة العديد من الآثار الأدبية العربية الإسلامية، إذ قام الجنرال بوجوسلافسكي بترجمة القرآن الكريم من العربية إلى الروسية مباشرة ومن المستشرقين الروس كاظم بك الذي دخل الإسلام وقام بتحقيق مخطوطة اليعقوبي وكذلك رازين الذي يعتبر متخصصا في اللغتين العربية والفارسية ونجد أيضا كريمسكي (1871م - 1941م) الذي تعلم العربية والفارسية وأسس مكتبة كبري في جامعة موسكو.
ومن أشهر المستشرقين الروس كراتشكوفيسكي Kratchkovski الذي شغف منذ صغره بدراسة آراء المستشرقين ودراسة اللغة العربية وذهب إلي الشرق فزار مصر وسوريا وفلسطين، فأطلع علي خزائن كتبها وتعرف إلى علمائها وأدبائها، ثم عاد إلي بلاده وعين أستاذا للعربية وثمة رأي يقول أنه كان مكتشف الأدب العربي الجديد بالنسبة للغرب ويمكن لنا إيجاز أهم خصائص هذه المدرسة في الأتي:
- الاهتمام بالأدب العربي بصفة خاصة.
- التذبذب الواضح بين الموضوعية الجادة والعداء السافر.
- الاستعانة بسكان آسيا الوسطى في مجال الاستشراق.
- البعد عن الأغراض الدينية بل بث الأفكار الاشتراكية ومحاولة إيجاد قدم لها في الشرق.
- تميزت بالاهتمام بتصنيف المخطوطات وفهرستها.

## الفنانين المستشرقين

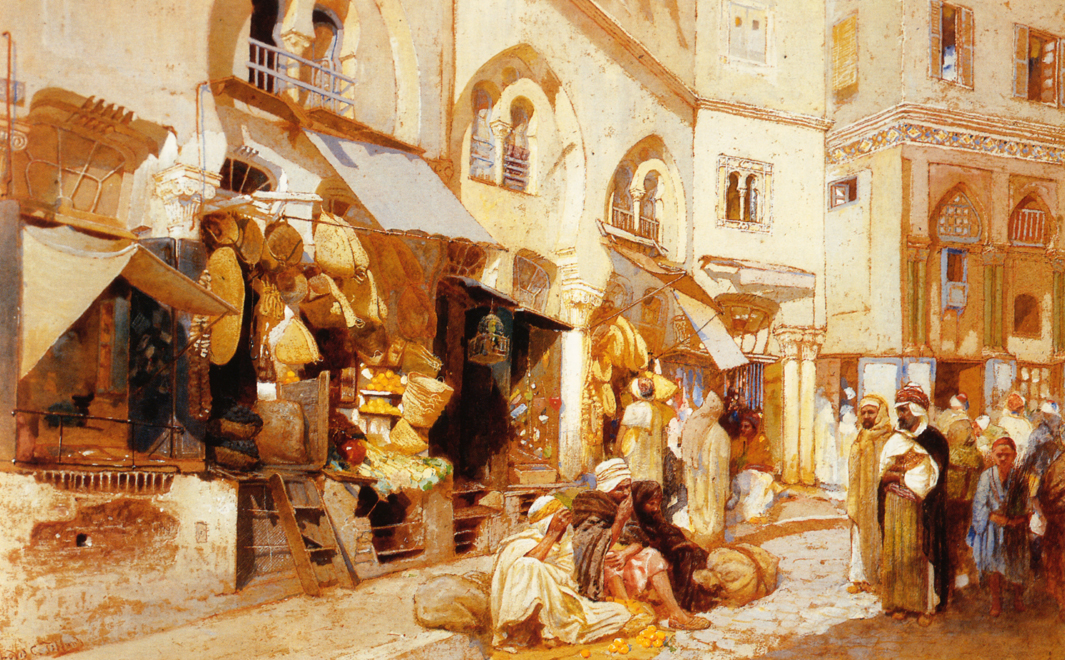
أسواق جزائرية, بواسطة لويس كومفورت

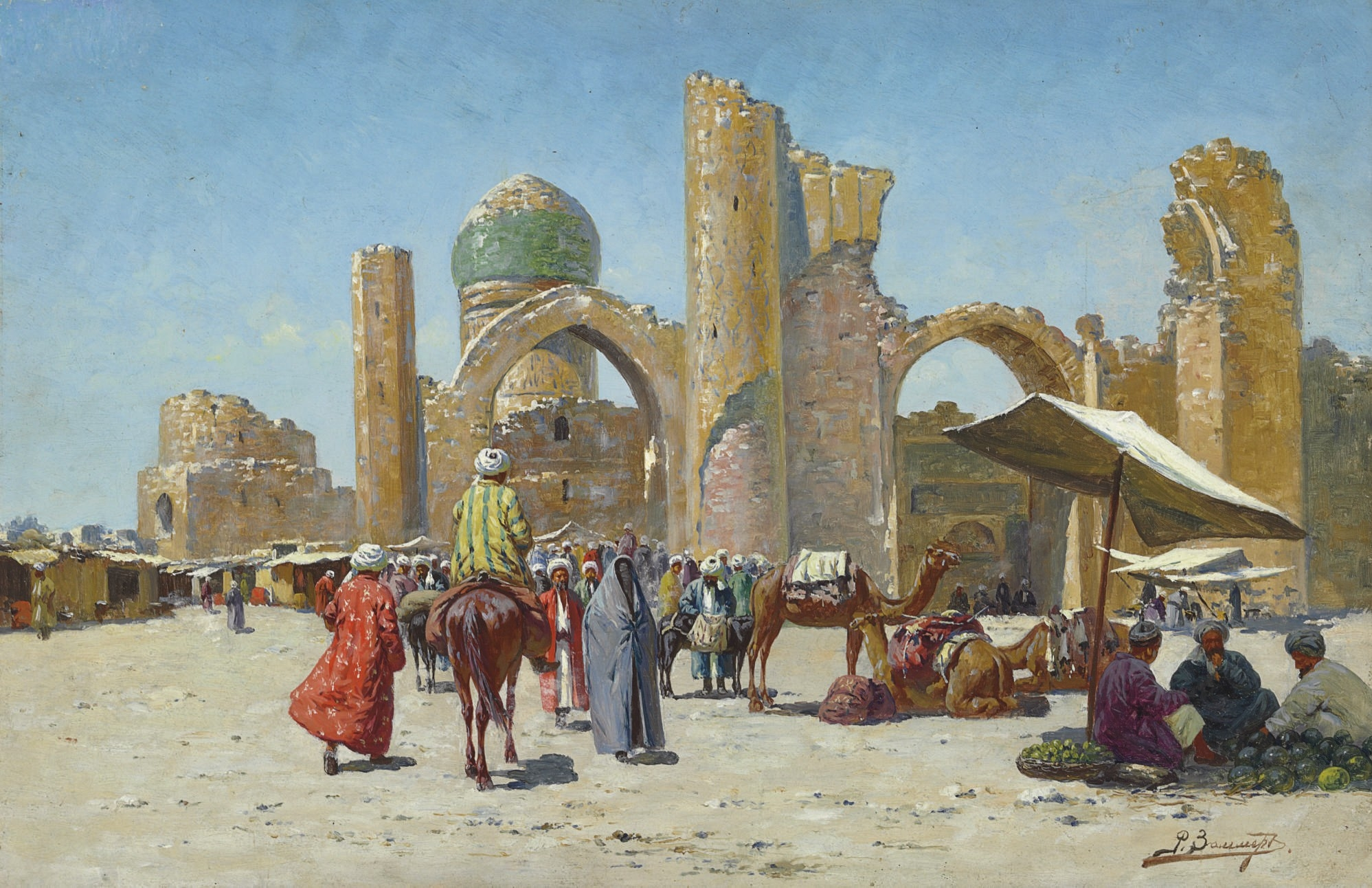
سمرقند, رسم ريتشارد كارل

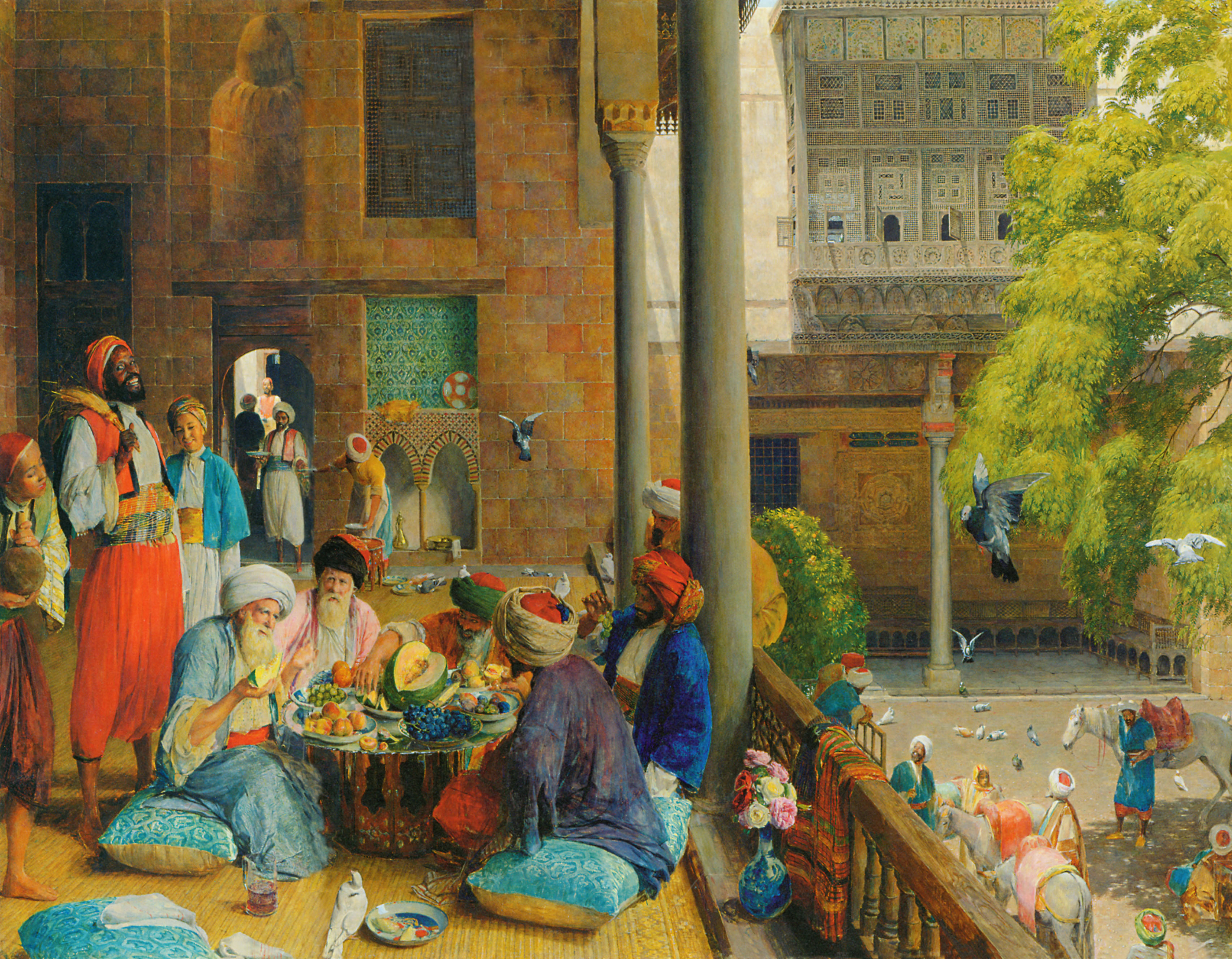
وجبة الغداء, القاهرة, رسم جون فردريك

- جاين بابتيس (1671–1731)
- جين إتيان (1702–1789)
- جان أوغست (1780–1867)
- ديفيد روبرتس (1796–1864)
- ديلاكروا (1798–1863)
- جون فردريك (1805–1876)
- إدوارد لير (1812–1888)
- غوستاف بوولنجر (1824–88)
- البرتو باسيني (1826–1899)
- ادولف شراير (1828-1899)
- فريدريك ليتون (1830–1896)
- جايمس تايسوت (1836–1902)
- غوستاف اشيل (1840-1887)
- ادوين لورد (1849–1903)
- ثيودور راللي (1852–1909)
- لويس ريكاردو فاليرو (1851-1896)
- جوليو روزاتي (1858–1917)
- بول ليروي (1860–1942)
- ناصر الدين دينيه (1861 –1929)
- إدموند دولاك (1882 –1953)
- الكسندر روبتزوف (1884–1949)
- ايسيم كافادار (1885–1940)
- هانز فير (1909-1981)

## أراء في الاستشراق
تعددت مواقف وأراء بعض المستشرقين على اختلاف توجهاتهم الفكرية في الاستشراق نفسه، ومنها:

- توملين: (اعترف رجال شديدو الذكاء بعد أن كرسوا الكثير من وقتهم للأبحاث الشرقية أنهم لو كان عليهم أن يصلوا إلى فهم تام للفسفة (الأفكار) الشرقية لاستلزم الأمر أن يعتزلوا أوروبا كلها، ولبدأوا الحياة من جديد كشرقيين).
- اشتيفان فيلد: (توجد جماعة يسمون أنفسهم مستشرقين سخّروا معلوماتهم عن الإسلام وتاريخه في سبيل مكافحة الإسلام والمسلمين، وهذا واقع مؤلم لا بد أن يعترف به المستشرقون المخلصون لرسالتهم بكل صراحة).
- أولريش هارمان: (الدراسات الألمانية حول العالم الإسلامي قبل عام 1919م أقل براءة وصفاء نية، فقد كان «كارل هينرش بيكر» -وهو من كبار مستشرقينا- منغمساً في النشاطات السياسية حتى أصبح في عام 1914م شديد الحماس لمخطط استخدام الإسلام في أفريقيا والهند كدرع سياسة في وجه البريطانيين).
- 'مونتغمري وات:' (جد الباحثون منذ القرن الثاني عشر للهجرة في تعديل الصورة المشوهة التي تولدت ف يأوروبا عن الإسلام. وعلى الرغم من الجهد العلمي الذي بذل في هذا السبيل فإن آثار هذا الموقف المجافي للحقيقة التي أحدثتها كتابات القرون المتوسطة في أوروبا لا تزال قائمة ، فالبحوث والدراسات الموضوعية لم تقدر بعد على اجتنابها).
- مكسيم رودنسون: (ولم ير المستشرقون في الشرق إلا ما كانوا يريدون رؤيته، فاهتموا كثيراً بالأشياء الصغيرة والغريبة. ولم يكونوا يريدون أن يتطور الشرق ليبلغ المرحلة التي بلغتها أوروبا).[12]

## للمزيد من القراءة
- إدوارد سعيد: الاستشراق: المعرفة، السلطة، الإنشاء، نقله إلى العربية كمال أبو ديب، الطبعة الأولى، بيروت، مؤسسة الأبحاث العربية، 1981، 368 صفحة.
- إدوارد سعيد: الثقافة والإمبريالية، نقله إلى العربية وقدّم له كمال أبو ديب، الطبعة الثانية، بيروت دار الآداب، 1998.
- إدوارد سعيد: تعقيبات على الاستشراق، ترجمة وتحرير صبحي الحديدي، الطبعة الأولى، عمّان، المؤسسة العربية للدراسات والنشر، 1996.
- إرفن جميل شك: الاستشراق جنسياً، ترجمة وتحقيق عدنان حسن، الطبعة الأولى، دمشق، قدمس للنشر والتوزيع، 2003.
- إسماعيل أحمد عمايرة: بحوث في الاستشراق، الطبعة الأولى، عمّان، دار وائل للطباعة والنشر والتوزيع، 2003، 543 صفحة.
- إسماعيل أحمد عمايرة: المستشرقون وتاريخ صلتهم بالعربية: بحث في الجذور التاريخية، عمان، دار حنين، 1992.
- إسماعيل أحمد عمايرة: بحوث في الاستشراق واللغة، القاهرة، مؤسسة الرسالة، 2000.
- إسماعيل محمد: الاستشراق بين الحقيقة والتضليل: مدخل علمي لدراسة الاستشراق، الطبعة الثالثة، القاهرة، دار الكلمة للنشر، 2000.
- أكرم ضياء العمري: موقف الاستشراق من السيرة والسنّة النبوية، الرياض، مركز الدراسات والإعلام دار إشبيليا، 1417/1998.
- مصطفى السباعي: الاستشراق والمستشرقون مالهم وماعليهم- مصطفى السباعي.

## وصلات خارجية
- الاستشراق... تعريفه؟ خصائصه؟ حقيقته؟ أهدافه؟ أساليبه؟ وانتشاره؟
- BBC Documentary: on Orientalism-Edward Said على يوتيوب إدوارد سعيد يتحدث عن الاستشراق في فلم وثائقي من إنتاج بي بي إن.